# Onthophagus melanocephalus
Onthophagus melanocephalus es una especie de insecto del género Onthophagus, familia Scarabaeidae, orden Coleoptera.

## Historia
Fue descrita científicamente por Klug en 1845.